# Huitzilxotzin
Huitzilxotzin [Uicilšocin] (14. st.) bila je aztečka carica kao supruga prvog aztečkog cara Acamapichtlija. 
Njezin se otac zvao Tenqacatetl; njezina je majka bila njegova žena, supruga ili ljubavnica. 
Bila je majka, s prvim carem, princa Tlatolqace.